# Voltaire 443
Pour les articles homonymes, voir Voltaire (homonymie).
Voltaire 443 (né en 1880, mort en 1885) est un étalon Percheron, emblématique de cette race qu'il a longuement symbolisée auprès du grand public, après avoir été dessiné par Rosa Bonheur. Son histoire a été essentiellement reconstituée par Jean-Léo Dugast.

## Histoire
Il naît en 1880 à l'élevage de Charles Rigot, Les Grandes Haies, situé sur la commune de Saint-Bomer en Eure-et-Loir. Il est ensuite acquis par Ernest Perriot, étalonnier à La Chenelière, à Nogent-le-Rotrou,.
Il remporte en mai 1884 le premier prix du concours de la Société Hippique Percheronne de France, organisé à Nogent-le-Rotrou,. Lors de ce concours, pour honorer une demande des Sociétés du Percheron américaines et françaises, l'artiste Rosa Bonheur réalise le portrait de six étalons présentés à ce concours, et en dessine deux. Voltaire fait partie des 148 Percherons achetés par Mark Wentworth Dunham via son intermédiaire Samuel Thompson. Il est photographié sur la place du Champ de Foire de Nogent-le-Rotrou avec Eugène Perriot, son propriétaire précédent.
Cette même année, Voltaire est donc exporté vers les États-Unis. Il n'est pas gardé par Durham, qui le revend à un élevage du Colorado. Voltaire meurt en 1885 sur le chemin vers son nouvel élevage, dans les montagnes du Colorado, après d'intenses souffrances résultant d'une infection pulmonaire,.

## Description
Voltaire est un étalon gris, mesurant 1,68 m à l'âge de 3 ans. À l'âge de trois ans, sa robe est gris-noir.

## Origines
Dans ses documents d'identification, Voltaire est signalé comme un fils de « Briolant 755 », ce qui correspond à l'étalon Brillant 755, lui-même fils de Brillant 756 et petit-fils de l'étalon Coco II 714. Sa mère s'appelle Cocotte, et est une fille de l'étalon Coco II 714.

## Représentations dans les arts
Il est dessiné plusieurs fois par l'artiste Rosa Bonheur en 1884. Une photo de lui vivant a été retrouvée dans le château de By, qui fut la résidence principale de Rosa Bonheur, prouvant que l'artiste utilisait des photographies de chevaux vivants comme source d'inspiration.
La lithographie de l’étalon Voltaire créée par Rosa Bonheur est longuement utilisée en arrière plan sur des affiches de concours de race ou de modèle et allures, pour la remise des médailles de prix : le sculpteur Charles Gustave de Marey reprend cette lithographie pour créer le bas-relief qui permet le tirage de médailles de prix de concours. Cette lithographie est utilisée jusqu'en 1989, au Congrès Mondial du cheval Percheron. À travers sa représentation de l'étalon Voltaire, Rosa Bonheur cherche à faire connaître le Percheron.
C'est aussi l'image de Voltaire qui illustre le second tome du Stud-Book Percheron, publié à Nogent-le-Rotrou.